# مسكون
المسكون مركب عضوي يعتبر المكون الأساسي لرائحة المسك.
أول من قام بوصف بنية المسكون هو لافوسلاف روزيشكا. ويتكون المسكون من كيتون مؤلف من 15 حلقة مع مثيل معوض عند الموضع 3. وهو سائل زيتي قليل الذوبان في الماء.
يمكن الحصول على المسكون الطبيعي من المسك وهو إفراز غدي لغزال المسك استخدم للاستطباب والتعطر منذ آلاف السنين. وبما أن الحصول على المسك يقتضي قتل الحيوان المهدد بالانقراض فإن أغلب المسكون المتوفر حالياً صناعي.